# Общество на народите
Обществото на народите (на френски: Société des Nations; на английски: League of Nations), съкратено ОН, е международна организация, съществувала между Първата и Втората световна война. Нейните цели са понижаване степента на въоръженост, разрешаването на международни спорове и подобряването на световното благосъстояние.
Дипломатическата философия на Обществото представлява коренна промяна в мисленето, в сравнение с предходните сто години. Създаденият на Виенския конгрес (1815) модел разглежда Европа като поле на съюзи между националните държави, създавайки равновесие на силите, поддържано от силни войски и тайни споразумения. Според новото схващане Обществото на народите действа като правителство на правителствата, като разрешава спорове между отделните държави по открит и правноориентиран начин. Идеята за създаването на Обществото е на американския президент Удроу Уилсън.
Лишено от собствени въоръжени сили и зависимо от Великите сили за налагане на решенията си, Обществото на народите трудно се справя със задачите си. След няколко забележителни успеха и други първи провали, Обществото в крайна сметка се оказва неспособно да предотврати враждебността от страна на фашистките страни през 30-те години. Началото на Втората световна война показва, че Обществото се е провалило в основната си цел – предотвратяване на мащабен военен сблъсък. Организацията на обединените нации (ООН) заменя Обществото на народите с по-голям успех, като наследява някои негови агенции и организации.

## Предистория
Идеи за създаването на международни организации съществуват още преди XX век. Политическото разединение и враждите между отделните народи са основна причина за сравнително късното им осъществяване. Първи стъпки към осъществяването на тези идеи се правят през XIX век. Първоначално държавите създават международни организации, за да сътрудничат помежду си по отделни въпроси.
Така през 1865 г. е създаден Международният телекомуникационен съюз като Международен телеграфен съюз, а девет години по-късно (1874 г.) и Световният пощенски съюз (сега и двата специализирани агенции на ООН). Тези две събития дават надежда, че и големи световни проблеми могат да бъдат разрешени по пътя на взаимното съгласие. Идеята за предотвратяването на последиците от военните сблъсъци и изграждането на структура, която да се грижи за мироопазването постепенно започва да си проправя път. През 1899 г. в Хага се провежда Международна мирна конференция, която цели да разработи начини за разрешаване на кризи по мирен път, предотвратявайки войни, и систематизиране на правила за водене на война. Като последица Постоянният арбитражен съд е установен и започва своята работа през 1902 г.
Ужасът на Първата световна война предизвиква вземането на по-крайни мерки, като създаването на Обществото на народите на Парижката мирна конференция. В подписания от 44 държави устав на новата организация заляга Версайската система от мирни договори, което я превръща в удобен инструмент за прокарване на собствени интереси в ръцете на страните победителки.

## Създаване
Парижката мирна конференция одобрява решението за създаване на Обществото на народите на 25 януари 1919 г. Уставът на Обществото е подписан от 44 държави на 28 юни 1919 г.
Организацията е създадена от 27-те държави победителки във войната, доминионите на Великобритания Канада, Австралия, Нова Зеландия и Южна Африка, както и Британска Индия – колония с голям принос за победата във войната (с 1,5 млн. мобилизирани и 75 хил. загинали). Към ОН се присъединяват 13 специално поканени неутрални държави. Няколко месеца след създаването на Обществото се присъединяват България и Австрия (1920).

## Държави членки
Създателки
- Австралия
- Аржентина
- Белгия
- Боливия
- Бразилия (напуска на 14 юни 1926)
- Британска империя
- Венецуела (напуска на 12 юли 1938)
- Гватемала (напуска на 26 май 1936)
- Гърция
- Дания (напуска през юли 1940)
- Индия
- Испания (напуска през май 1939)
- Италия (напуска на 11 декември 1937)
- Канада
- Китай
- Колумбия
- Куба
- Либерия
- Нидерландия
- Нова Зеландия
- Никарагуа (напуска на 27 юни 1936)
- Норвегия
- Обединено кралство
- Панама
- Парагвай (напуска на 23 февруари 1935)
- Персия (преименува се на Иран, 1934)
- Перу (напуска на 8 април 1939)
- Полша
- Португалия
- Румъния (напуска през юли 1940)
- Салвадор (напуска на 11 август 1937)
- Сиам (преименува се на Тайланд, 1939)
- Уругвай
- Франция
- Хаити (напуска през април 1942)
- Хондурас (напуска на 10 юли 1936)
- Швейцария
- Швеция
- Чехословакия
- Чили (напуска на 14 май 1938)
- Югославия
- Южна Африка
- Япония (напуска на 27 март 1933)

От 1920 г.
- Австрия (приета на 15 декември 1920
- България (приета на 16 декември 1920)
- Коста Рика (приета на 16 декември 1920; напуска на 22 януари 1925)
- Финландия (приета на 16 декември 1920)
- Люксембург (приет на 16 декември 1920; напуска на 30 август 1942)
- Албания (приета на 17 декември 1920; напуска на 9 април 1939)

От 1921 г.
- Естония (приета на 22 септември 1921)
- Латвия (приета на 22 септември 1921)
- Литва (приета на 22 септември 1921)

От 1922 г.
- Унгария (приета на 18 септември 1922; напуска на 14 април 1939)

От 1923 г.
- Ирландия (приета на 10 септември 1923)
- Етиопия (приета на 28 септември 1923)

От 1924 г.
- Доминиканска република (приета на 29 септември 1924)

От 1926 г.
- Германия (приета на 8 септември 1926; напуска на 19 октомври 1933)

От 1931 г.
- Мексико (прието на 23 септември 1931)

От 1932 г.
- Турция (приета на 18 юли 1932)
- Ирак (приет на 3 октомври 1932)

От 1934 г.
- СССР (приет на 18 септември 1934; отстранен на 14 декември 1939)
- Афганистан (приет на 27 септември 1934)
- Еквадор (приет 28 септември 1934)

От 1937 г.
- Египет (приет на 26 май 1937)

## Споразумение на ОН
- Установяване:
  - член 4. Приемат се тогавашните Велики сили и се добавят по-слаби държави като непостоянни членове на Съвета.
- Обезоръжаване:
  - член 8. Според този член Съветът трябва да приеме ограничения на оръжията, както и задължава страните членки честно и отговорно да дават доклад за оръжията, които притежават.
- Кризисно управление:
  - член 12. При даден спор страните са задължени да преминат през тримесечен период на „охлаждане“ на военните отношения (т.е. без военни действия), което понякога води до разрешаване на спора без да се стига до военни действия;
  - член 15. Според този член страните членки на Съвета са задължени да провеждат проучвания и разследвания на минали войни и неразбирателства, с цел неповтаряне на съществували вече такива.
- Наказуеми диспути:
  - член 13. Дава се възможност на страните членки да дават своите диспути пред институциите за посредничество, ако тези спорове не могат да бъдат разрешени чрез дипломация;
  - член 14. Учредява се постоянен международен правен съд, който ще разглежда всякакви видове спорове на страните членки на ОН.
- Обща (международна) сигурност:
  - член 10. Страните членки се отсъждат като политически независими и задължени да спазват правилото за независимост и непокътнатост на държавите. Този член става причина за неподписването на мира от страна на американския Сенат;
  - член 16. Ако член на Обществото на народите не преминава през установените стъпки за започване на война, военните действия на този член се възприемат като военни действия срещу всички страни от ОН.
- Социални и икономически въпроси:
  - член 23. Страните предприемат мерки за предпазването и създаването на добри трудови условия и честно отношение към народите, било то от колониите или от страните членки, като възлага на Съвета задачата да приема споразумения, касаещи се до разпространение на наркотици, предпазване от трафик на деца и на жени.
- Попечителство:
  - член 22. Страни, които са неразвити, остават под крилото на по-развитите държави, които трябва да се грижат за вътрешните и външните работи на „по-изостаналите страни“.

## Структура
Обществото на народите е създадено с три основни конституционни органа: Събрание, Съвет и постоянен Секретариат. Обществото има две основни крила – Постоянна палата за международно правосъдие и Международната организация на труда.
Отношенията между Събранието и Съвета не са изрично определени. В действителност, техните пълномощия, с малки изключения, са почти еднакви. Всеки един от двата органа може да се занимава с всичко, отнасящо се до Обществото, като може и да повлияе на мира в света. Определени въпроси или задачи могат да бъдат отнесени до Събранието или до Съвета. Всеки въпрос може да се предава от един орган на друг.

### Секретариат
Секретариатът е постоянно действаща институция. В него участват постоянни и непостоянни членове:
- постоянни членове – Великобритания, Франция, Италия и Япония (САЩ не приемат Версайския мирен договор, противодействат на политиката на Удроу Уилсън и не са членове на Обществото на народите);
- непостоянни – избират се всяка година от общото събрание.

Секретариатът се разделя на комисии, в които се подготвят законите, за да се приемат от Общото събрание.

### Събрание
Събранието се състои от представители на всички страни членки на Обществото на народите. Всяка държава има право да изпраща до трима представители и има право на един глас.
Събранието провежда своите заседания в Женева. Заседанията му са на годишна база, считано от първия понеделник на септември в съответствие с Правилника за дейността на Събранието, приет на единадесетото заседание, на 30 ноември 1920 година. Специална сесия на Събранието може да бъде свикана по искане на дадена държава, при условие че мнозинството от членовете се съгласи.
Специалните действия на Събранието включват приемането на нови членове, избора на непостоянните членове на Съвета, избори, заедно със Съвета, на съдиите от Постоянния съд, както и контрол на бюджета. На практика Събранието е движещата сила на дейностите на Обществото на народите.

### Съвет
Член 4 от „Споразумението“ на Обществото на народите отсъжда ролята на Съвета като главен орган, който трябва да запазва международния мир.
Съветът на Обществото на народите действа като един вид изпълнителен орган, който насочва дейността на Обществото. Съветът започва своята работа с четири постоянни членки (Великобритания, Франция, Италия, Япония) и четири непостоянни членки, които се избират от Събранието за срок от три години. Първите четири непостоянни членки са Белгия, Бразилия, Гърция и Испания. САЩ трябвало да бъдат пети постоянен член на Съвета, но Сенатът на САЩ гласува срещу одобряването на договора от Версай (на 19 март 1920), като по този начин блокира участието на страната в дейността на Обществото.

## Успехи
Аландски острови
Албания
Горна Силезия
Мемел
България
Фритьоф Нансен се застъпва за България. Той счита, че би било добре за България, ако тя влезе в Обществото на народите и получи финансова помощ. Страната става член на Обществото на народите на 16 декември 1920 г., получава два заема, които ѝ помагат за излизане от следвоенната криза.
Гърция и България
1925 – Петричкият инцидент
Саар
Мосул

## Неуспехи
Причините Обществото на народите да се смята за провал са разнородни. Изискването за единодушен вот, липсата на военна сила, провеждането на собствените интереси на страните, победили през Първата световна война и бавното вземане на решения от непостоянните Съвет и Събрание водят до некачествена дейност, която най-ясно си проличава при италианското нашествие в Абисиния и последвалата криза в Манджурия.
Неучастието на големи държави също подпомага провала на организацията. Въпреки че американският президент Удроу Уилсън е движещата фигура около образуването на Обществото, САЩ никога не се присъединява. Италия и Япония първоначално са постоянни членки, но и двете напускат – едната през 1937 г., а другата през 1933 г. Германия е член единствено в периода 1926 – 1933 г., а Съветският съюз е приет през 1934 г. и изгонен пет години по-късно заради война с Финландия. Още повече, изключването на предложената от японците Клауза за расово равенство от устава на ОН уронва авторитета на организацията.
След като Америка не се присъединява, Великобритания и Франция имат още по-малък интерес да работят за новата организация. Техните интереси са насочени към колониите и към следвоенно възстановяване.
Друга основна причина за неуспеха на Обществото на народите е и тежката икономическа обстановка, в която се намират много от европейските държави след Първата световна война. Именно тези икономически трудности предоставят удобна среда за развитието на крайни, национал-фашистки политически образувания.
Трета причина са дупки и пропуски в Споразумението, като например липсата на понятие за „агресия“ и в какво се измерва тя.
В допълнение, тогавашното Съвещание на консулите заема важна роля и ограничава влиянието на ОН.
Някои дипломати са били несклонни да дадат на ОН преимущества, защото се страхуват да не загубят независимостта си.
Член 10 и член 16, отнасящи се до международния мир, не се спазават.
Според Ф.Х. Хинсли, автор на книгата „Power and the Pursuit of Peace: Theory and Practice in the History of Relations between States“, „Всичко, което знаем за историята и природата на международните отношения, сочи, че Обществото, както първоначално е създадено, е вървяло към провал; както и че организацията е можела да бъде създадена само по начина, по който е създадена“, водейки ни към мисълта, че Обществото на народите е било обречено на неуспех заради начина и времето, в което е създадено.
Тешен
Вилнюс
Рур
През 1923 година френски танкове навлизат в Рур (Рурска област). Причината е, че Ваймарската република (Германия), която по това време е обхваната от хиперинфлация (за няколко години хлябът от няколко пфенинга достига до 1 милиард марки), не може да изплаща репарациите, наложени ѝ от Версайския мирен договор (Версайски мирен договор). Въпреки че Германия моли за временно прекратяване на плащанията, Франция не се съгласява и навлиза с танковете си в богатата на въглища област. ОН не успява да противодейства на това. Немското правителство призовава населението да спре работа.
Благодарение на договора Бриан-Клеог французите се изтеглят от областта. Окупацията на Рур е сериозен гаф за Франция и ОН и води до вътрешни проблеми.
Корфу
Гръцко-италианският спор от 1923 г. Трима италиански дипломати са убити в Гърция. Мусолини изисква 50 млн. за отплата на дипломатическото убийство със срок пет дни. Гърция не успява и Италия окупира Корфу по подобие на Франция, което е основна причина Франция да не критикува Италия. Съветът изпраща спора пред Комисия на запитването и гласува в полза на Италия, като задължава Гърция да плати неустойките.
Манджурска криза
През 1937 година Япония напада китайската област Манджурия. За кратко време столицата на областта е превзета. ОН налага само сравнително леки икономически санкции на Япония. В израз на протест страната на изгряващото слънце напуска Обществото.
Манджурската криза е вторият провал на ОН след италианското нахлуване в Етиопия.
Война в Чако
Войната в Чако (1932 – 1935) е военен сблъсък между Боливия и Парагвай. Причината за него е, че двете страни си оспорват властта в богатата на петрол област Гран Чако. ОН не взема особени мерки и войната води до смъртта на 100 000 души.
Превъоръжаване на Оста